# Strada statale 27 del Gran San Bernardo
La strada statale 27 del Gran San Bernardo (SS 27) (in francese Route nationale 27 du Grand-Saint-Bernard o RN 27) è una strada statale italiana.

## Percorso
Ha origine dalla SS26 nel capoluogo valdostano e prosegue risalendo la Valpelline e la Valle del Gran San Bernardo.
Attraversa, nell'ordine, i comuni di Gignod, Étroubles, Saint-Oyen e Saint-Rhémy-en-Bosses e arriva al confine di Stato al Colle del Gran San Bernardo, dove prosegue in Svizzera come Strada principale 21.
Poco prima di Saint-Léonard diparte il Traforo del Gran San Bernardo che, permettendo di evitare il tracciato del colle, conduce anch'esso in Svizzera.
Fa parte dell'itinerario internazionale E27 (il numero della statale e dell'itinerario europeo coincidono, ma non intenzionalmente), che da Belfort conduce ad Aosta.

## Tabella percorso della Strada Statale 27 del Gran San Bernardo

Il bivio per la Valpelline a Variney (Gignod)

| Strada Statale 27 del Gran San Bernardo                      |                                     |      |      |               |               |
| Tipo                                                         | Indicazione                         | ↓km↓ | ↑km↑ | Provincia     | Regione       |
|                                                              | Aosta/Aoste                         | 0,0  | 6,1  | Valle d'Aosta | Valle d'Aosta |
|                                                              | Gignod                              | 4,1  | 2,0  | Valle d'Aosta | Valle d'Aosta |
|                                                              | SP28 di Oyace                       | 4,3  | 1,8  | Valle d'Aosta | Valle d'Aosta |
|                                                              | SS27 Variante di Gignod             | 6,1  | 0,0  | Valle d'Aosta | Valle d'Aosta |
| Strada Statale 27 del Gran San Bernardo (Variante di Gignod) |                                     |      |      |               |               |
| Tipo                                                         | Indicazione                         | ↓km↓ | ↑km↑ | Provincia     | Regione       |
| Il chilometraggio riparte dalla Variante di Gignod           |                                     |      |      |               |               |
|                                                              | Gignod                              | 0,0  | 33,9 | Valle d'Aosta | Valle d'Aosta |
|                                                              | Galleria Gignod                     | 1,7  | 32,2 | Valle d'Aosta | Valle d'Aosta |
| 1,9                                                          | Galleria Gignod                     | 32,0 |      | Valle d'Aosta | Valle d'Aosta |
|                                                              | Étroubles                           | 12,9 | 21,0 | Valle d'Aosta | Valle d'Aosta |
|                                                              | Galleria Échevennoz                 | 14,5 | 19,4 | Valle d'Aosta | Valle d'Aosta |
| 14,7                                                         | Galleria Échevennoz                 | 19,2 |      | Valle d'Aosta | Valle d'Aosta |
|                                                              | Saint-Oyen                          | 16,7 | 17,2 | Valle d'Aosta | Valle d'Aosta |
|                                                              | Saint-Rhémy-en-Bosses               | 19,0 | 14,9 | Valle d'Aosta | Valle d'Aosta |
|                                                              | Galleria Flassin                    | 19,0 | 14,9 | Valle d'Aosta | Valle d'Aosta |
| 19,1                                                         | Galleria Flassin                    | 14,8 |      | Valle d'Aosta | Valle d'Aosta |
|                                                              | Traforo T2 del Gran San Bernardo    | 19,8 | 14,1 | Valle d'Aosta | Valle d'Aosta |
|                                                              | Confine di Stato: Italia - Svizzera | 33,9 | 0,0  | Valle d'Aosta | Italia        |
| Vallese                                                      | Confine di Stato: Italia - Svizzera | 33,9 | 0,0  | Svizzera      |               |

## Raccordo A5-SS 27
Il raccordo tra l'autostrada A5 e la SS27 del Gran San Bernardo è un percorso, classificato autostradale, di 7,9 km, che per la maggior parte (6761 m) corre in galleria e serve ad evitare l'ingresso nel centro abitato di Aosta.